# Monument voor de gevallenen (Wageningen)

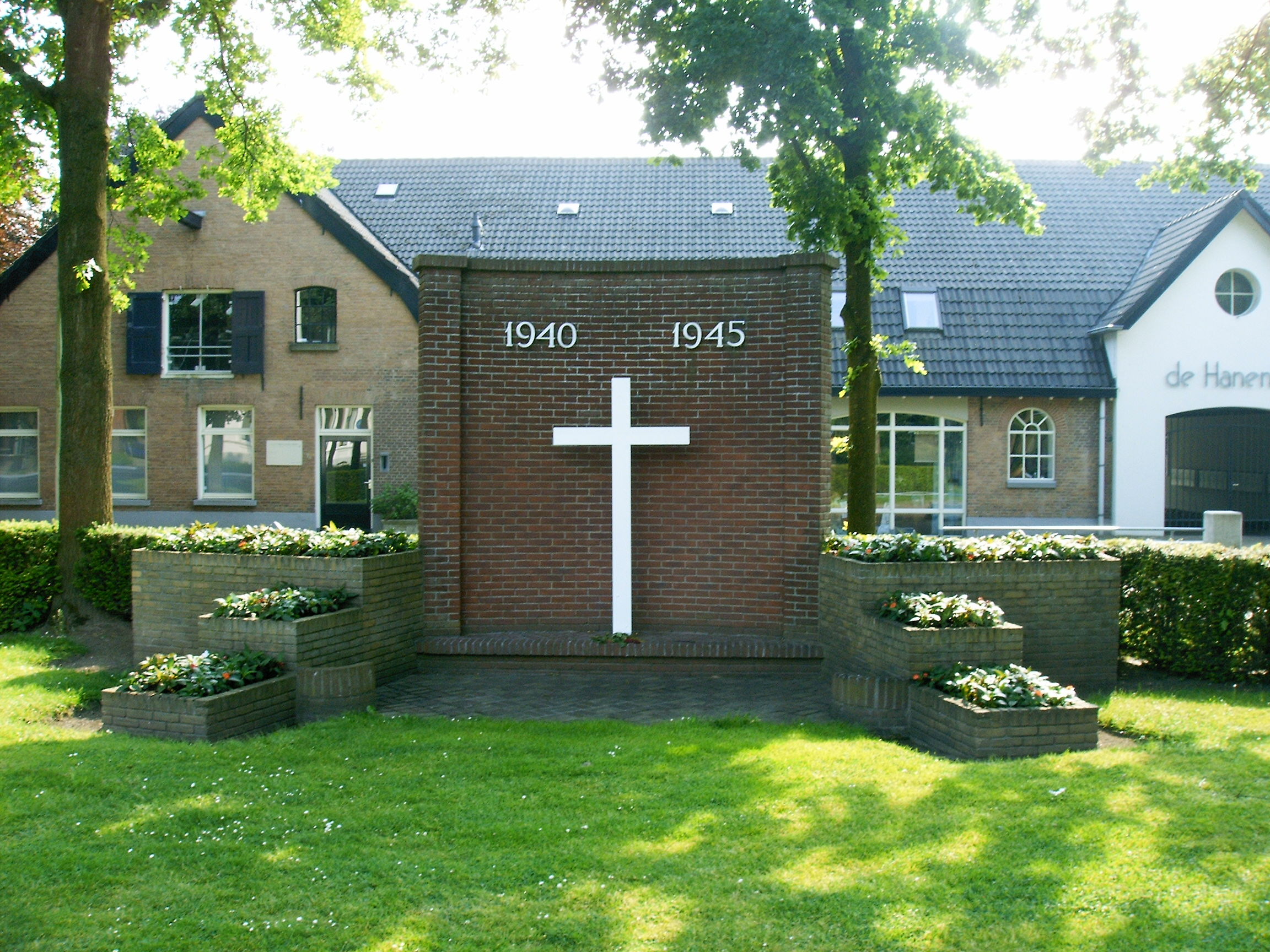
Het monument

Het Monument voor de gevallenen is een rijksmonument in Wageningen (Nederland). Met het monument wil Wageningen zowel de soldaten als de burgerslachtoffers herdenken die gesneuveld zijn tijdens de Tweede Wereldoorlog.

## Beschrijving
Het monument bestaat uit een wit kruis voor een halfronde bakstenen muur. Op de muur staat in witte letters: "1940 - 1945".

## Geschiedenis
Op 3 mei 1946 werd het monument geplaatst op de Costerweg in Wageningen. Het monument bestond toen uit enkel een eenvoudig wit kruis. Aan de voet van het kruis stond een bordje met de tekst: "1940 - 1945, In dankbare herinnering aan allen die hun leven lieten voor het vaderland, 3-5-1946"
Het monument is het eindpunt van de stille tocht tijdens de dodenherdenking die jaarlijks gehouden wordt op 4 mei.
In 1970 is het oude monument vervangen door het huidige monument. Het monument stond toen nog in een klein parkje, maar met het verleggen van de Nieuwe Weg verdwenen de bankjes en paden voor het monument. Het monument staat nu enkel nog op een klein grasveldje.
In 2013 werd het monument uitgebreid met vier Gedenkplaten, een Naamwand. Op de Naamwand staan de namen van de 201 burgerslachtoffers uit Wageningen. De gedenkplaten zijn gemaakt en geschonken door steenhouwerij Buddingh uit Veenendaal.